# Pralboino
Pralboino is een gemeente in de Italiaanse provincie Brescia (regio Lombardije) en telt 2726 inwoners (31-12-2004). De oppervlakte bedraagt 17,2 km², de bevolkingsdichtheid is 152 inwoners per km².

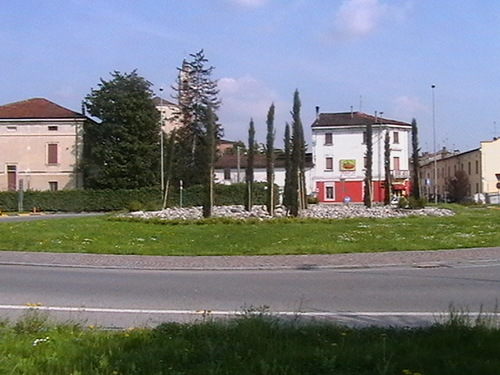
Zicht op Pralboino vanuit de richting van Milzano
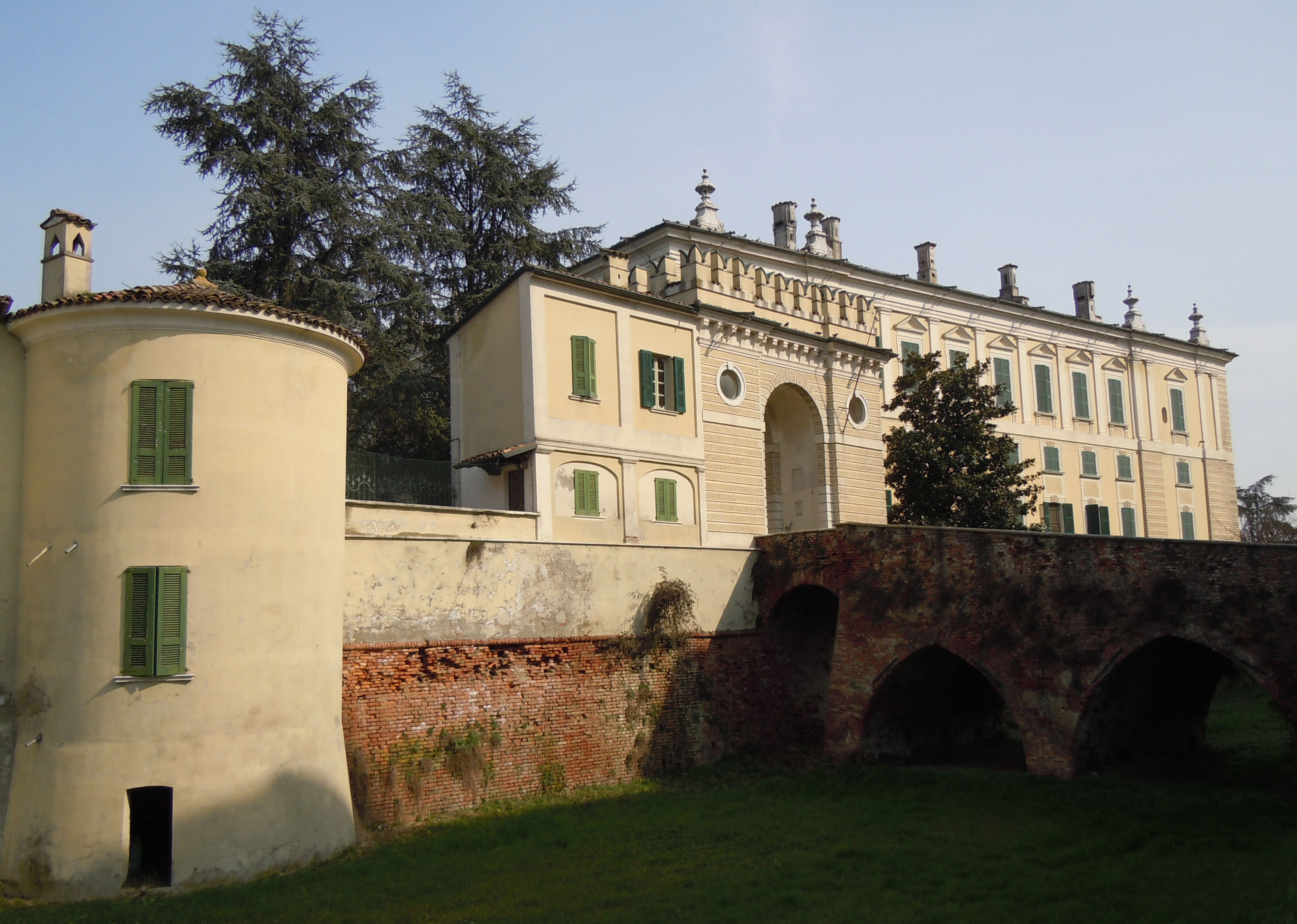
Palazzo Gambara
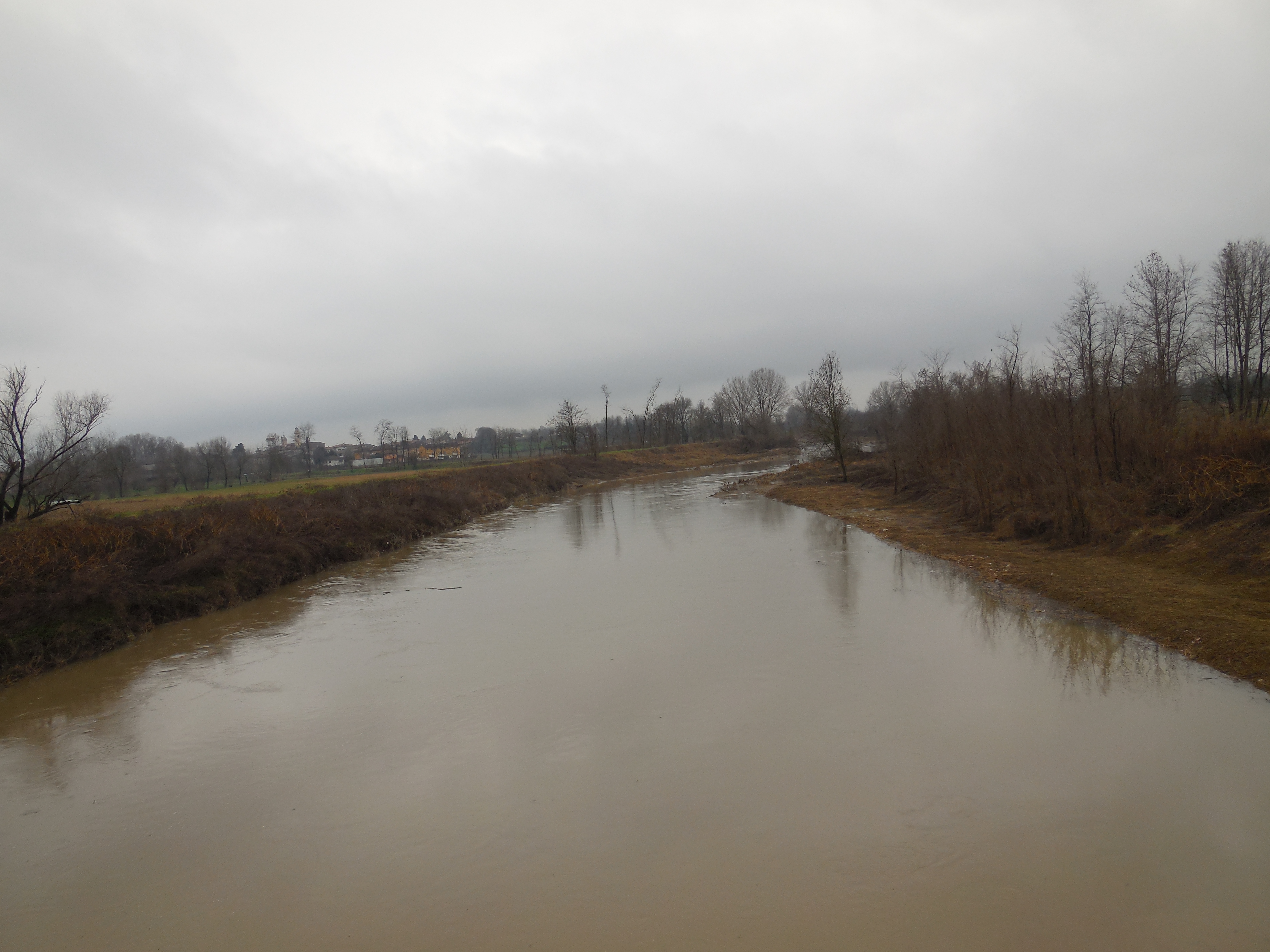
Rivier de Mella
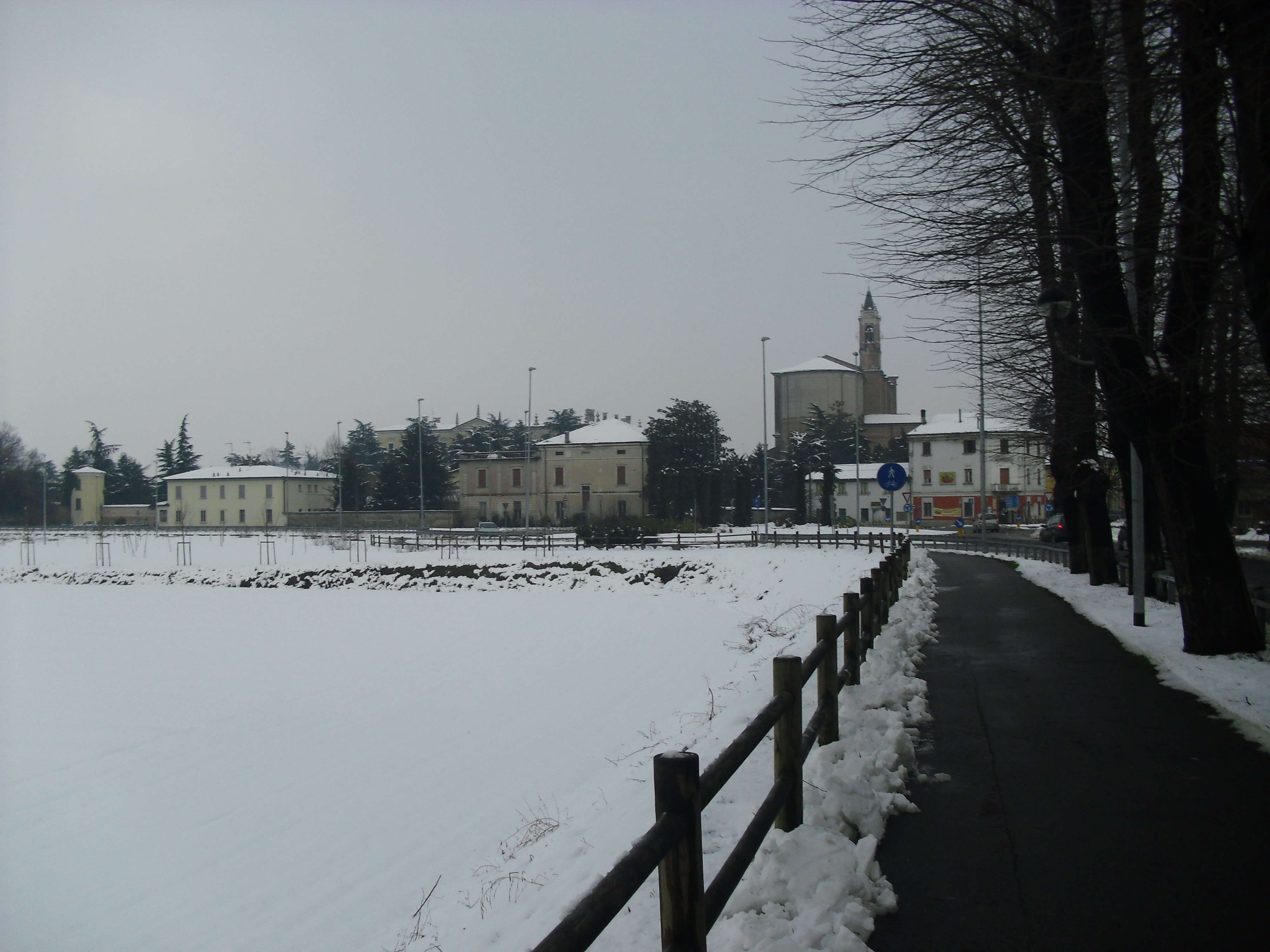
Uitzicht op Pralboino in de winter

## Demografie
Pralboino telt ongeveer 1082 huishoudens. Het aantal inwoners steeg in de periode 1991-2001 met 3,3% volgens cijfers uit de tienjaarlijkse volkstellingen van ISTAT.
| Jaar | Inwoneraantal |
| ---- | ------------- |
| 1991 | 2538          |
| 2001 | 2622          |

## Geografie
Pralboino grenst aan de volgende gemeenten: Gambara, Gottolengo, Milzano, Ostiano (CR), Pavone del Mella, Seniga.